# Desert Financial Arena
Die Desert Financial Arena ist eine Mehrzweckhalle auf dem Campus der Arizona State University in der US-amerikanischen Stadt Tempe im Bundesstaat Arizona. Tempe ist ein Vorort der Hauptstadt Phoenix. Die Sportabteilung der Universität, die Arizona State Sun Devils (NCAA-Pac-12), nutzt die Halle für verschiedene Sportveranstaltungen. 

## Geschichte
Der Grundstein für das damalige ASU Activity Center wurde 1972 in unmittelbarer Nachbarschaft zum Sun Devil Stadium gelegt. Die Halle wurde bis zu ihrer Eröffnung am 29. April 1974 vom Architekturbüro Drover, Welch & Lindlan, Inc. entworfen und weiter entwickelt sowie von der Olson Construction Company konstruiert und mit Kosten von acht Mio. US-Dollar errichtet. Die Arena ist 400 Fuß (122 Meter) lang und 340 Fuß (104 Meter) breit. Anfänglich fasste sie 14.227 Besucher. Sie bietet einen Trainings- und einen Kraftraum sowie einen Ausstattungsraum. Des Weiteren stehen Umkleidekabinen für die Sportler und Büros zur Verfügung. Als bisher letzte Neuerung erhielt die Arena einen modernen Videowürfel mit vier Bildschirmen in den Maßen 12 × 8 Fuß (etwa 3,66 × 2,44 Meter).
1997 wurde das Finanzdienstleistungsunternehmen Wells Fargo aus San Francisco Namenssponsor der Veranstaltungshalle. Seit 2010 stehen den Besuchern 10.754 Sitzplätze zur Verfügung. Auf dem Dach wurde eine Photovoltaikanlage installiert. Verschiedene Mannschaften der Sun Devils sind in der Wells Fargo Arena beheimatet. Die Basketball-Männer und -Frauen, ebenfalls beide Volleyball-Teams sowie die Turnerinnen und die Ringer sind in der Halle vertreten.
Die Arizona State University plant die in die Jahre gekommene Halle zu renovieren oder ganz zu ersetzen. Zunächst soll aber die über 250 Millionen US-Dollar teure Modernisierung des Sun Devil Stadium bis zum Sommer 2017 abgeschlossen werden. Ray Anderson, der Vizepräsident der ASU Sportabteilung, gab im Mai 2016 an, dass die Arbeiten zur Renovierung oder zu einem Neubau Ende 2017 oder Anfang 2018 beginnen könnten.
Am 14. Oktober 2019 gab die Arizona State University bekannt, dass die Halle durch einen Vertrag über fünf Jahre mit der Desert Financial Credit Union einen neuen Namensgeber die Bezeichnung Desert Financial Arena erhält.

## Veranstaltungen
Neben dem College-Sport finden auch Konzerte oder Graduierungsfeiern statt. In der Arena traten national als auch international bekannte Künstler und Bands wie Bruce Springsteen & the E Street Band, Led Zeppelin,  Eric Clapton, Neil Diamond, John Denver, Frank Sinatra, Billy Joel, The Beach Boys, Willie Nelson, Diana Ross, Elton John, Liza Minnelli, Olivia Newton-John, Merle Haggard, Tom Petty & the Heartbreakers, Stevie Ray Vaughan, Crosby, Stills and Nash, AC/DC, Sammy Davis, Jr., Al Jarreau und The Moody Blues auf.